# Anthony Hordern & Sons
Anthony Hordern & Sons was een groot warenhuis in Sydney, New South Wales, Australië. Met 21 hectare aan winkeloppervlak was Anthony Hordern's ooit het grootste warenhuis ter wereld. Het historische Anthony Hordern-gebouw, dat zich bevond op een blok begrensd door George Street, Liverpool Street, Pitt Street en Goulburn Street, op een kleine heuvel genaamd Brickfield Hill in het centrale zakendistrict van Sydney, werd in 1986 om omstreden redenen gesloopt om plaats te maken voor de ontwikkeling van World Square .

## Geschiedenis

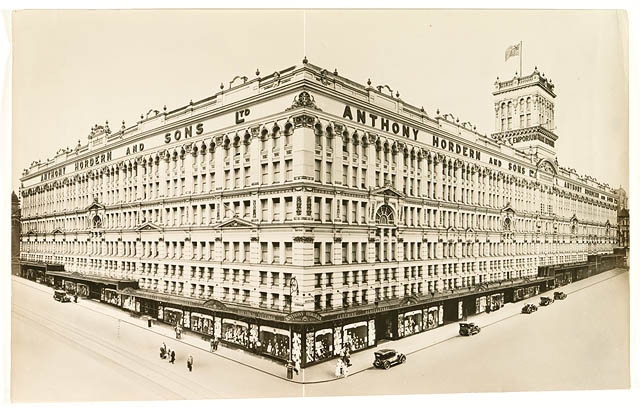
The Palace Emporium

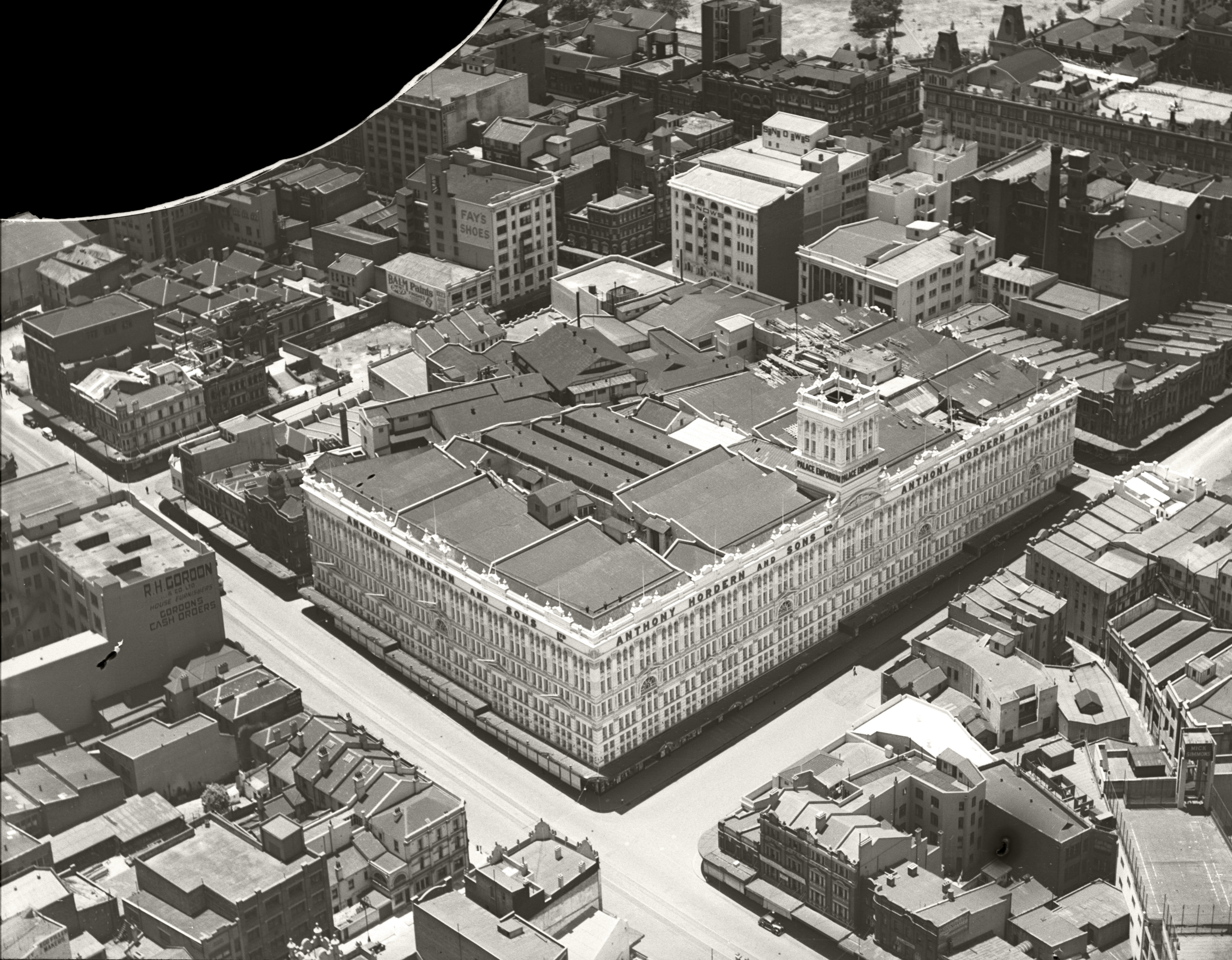
Het Anthony Hordern Palace Emporium was ooit het grootste warenhuis ter wereld

De zaak werd oorspronkelijk in 1823 opgericht als stoffenwinkel door Anthony Hordern, een vrije immigrant uit Engeland. Daarnaast was er een grote herenmodewinkel in George Street en Hordern's exploiteerde bovendien een van de grootste postorderbedrijven in Australië. De zaak bleef een eeuw lang in handen van de familie en in 1905 openden zij een groot gebouw van zes verdiepingen, genaamd The Palace Emporium. De hoofdingang was geheel uitgevoerd in geïmporteerd Italiaans marmer. De winkel bevond zich op de hoek van George Street, Pitt Street en Goulburn Street in het zuidelijke deel van het Central Business District. Een van de reclameslogans was dat het 'alles van een naald tot een anker' verkocht. Het wapen van hun familie was een bloeiende boom, met als motto: "Zolang ik leef, zal ik groeien". Het verscheen boven alle etalage-inrichtingen van de winkel en op al het briefpapier. 

### Vroege jaren: Anthony Hordern senior
Anthony Hordern senior (1788–1869) kwam uit Staffordshire, waar zijn familie een vooraanstaande rol speelde in de bankwereld van Wolverhampton. Hij en zijn vrouw Ann (ca. 1791–1871) en vier kinderen arriveerden op 6 augustus 1823 (één referentie vermeldt 16 juni 1824) in Sydney met de Phoenix. Daar richtten ze een stoffenwinkel op, "Mrs. Hordern's" op King Street 12, tussen Pitt Street en Castlereagh Street op de oostelijke hoek van Terry Lane (later Truth Lane). 
Een advertentie voor haar winkel in de Sydney Morning Herald van 3 april 1834 zou de eerste advertentie in een Australische krant zijn geweest. In 1839 verhuisden ze naar Melbourne. Daar vond Anthony junior (1819–1876) werk als meubelmaker, maar hij zou al snel terugkeren naar Sydney.  Anthony Hordern senior bleef in Melbourne wonen op Russell Street 86. Zijn zoon William (1831-1881) bleef ook in Melbourne.

### Uitbreiding: Anthony Hordern junior

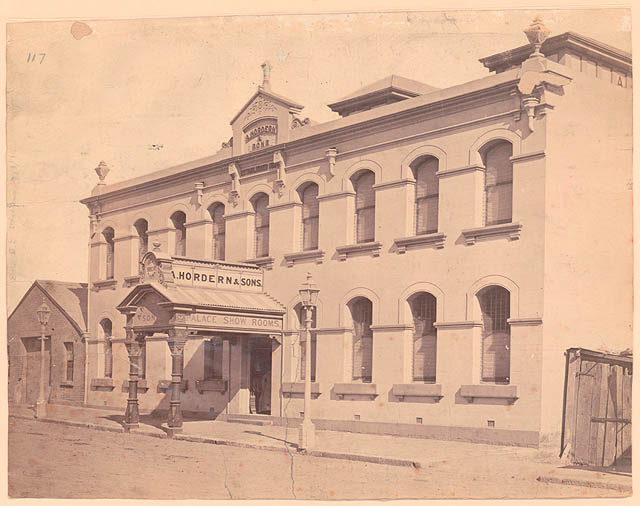
A. Hordern and Sons, Palace Show Rooms, George St, Haymarket, ca. 1878

In 1842 kocht Anthony junior een stuk land op de hoek van George Street en Charlotte Place en in 1844 richtten hij met zijn broer Lebbeus een bedrijf op als L. & A. Hordern op George Street 689 in Brickfield Hill. Ze kochten een locatie voor een tweede winkel op George Street 557 (later hernummerd naar 756) in Haymarket. De winkel aan King Street in Sydney werd in 1845 gesloten door Anthony Hordern senior, waardoor John (1819–1864) de "Nottingham House"-winkel aan Lower George Street  ging runnen en Anthony junior de winkel in Brickfield Hill. Lebbeus en Anthony ontbonden hun partnerschap in 1855 en Lebbeus vestigde zich voor zichzelf op George Street 489 in Brickfield Hill.
In 1856 werd de nieuwe winkel Haymarket-winkel met drie verdiepingen geopend als Anthony Hordern and Son. Het oorspronkelijke partnerschap van Anthony junior en zijn oudste zoon Anthony III (1842-1886), werd uitgebreid met Samuel (ca. 1849-1909) in 1869, waarna de naam van het bedrijf gewijzigd werd in Anthony Hordern and Sons. Anthony III en Samuel breidden het bedrijf flink uit. "The warehouse" en het "Paleis Emporium" werden in een opmerkelijk korte tijd gebouwd en in gebruik genomen.
Anthony Hordern III ("Anthony Tertius") (1842–1886) verliet Sydney voor West-Australië, waar hij zijn sporen verdiende als spoorwegondernemer. Hij stierf aan boord van de stoomboot RMS Carthage terwijl hij terugkeerde naar Australië, nadat hij jarenlang zijn zaken vanuit Londen had gedaan. 
Na de dood van Anthony werd Samuel de enige eigenaar van Anthony Hordern and Sons Ltd., en onder zijn controle bleef de onderneming groeien, net als zijn persoonlijke vermogen. Anthony's aandeel in de onderneming werd echter niet van de hand gedaan door ontbinding van de vennootschap, hetgeen aanleiding gaf tot een aanzienlijke juridische strijd. Samuel Hordern betoogde dat het bedrag van £158.232/15/10d dat aan de nalatenschap van Anthony Hordern junior werd betaald, het resultaat was van een eerlijke inventarisatie en door zijn bewindvoerders was geaccepteerd. Deze mening werd gedeeld door de Privy Council en een beroep werd afgewezen. De voornaamste eisers, zonen Anthony Shubra Hordern (1879–1934) en Arthur Gilbert Hordern (1877–1937), die zakenpartners waren gevestigd in Engeland, werden ook onderworpen aan een bevel dat hen verbood om "Anthony Hordern" in hun handelsnaam te gebruiken.

### New Palace Emporium

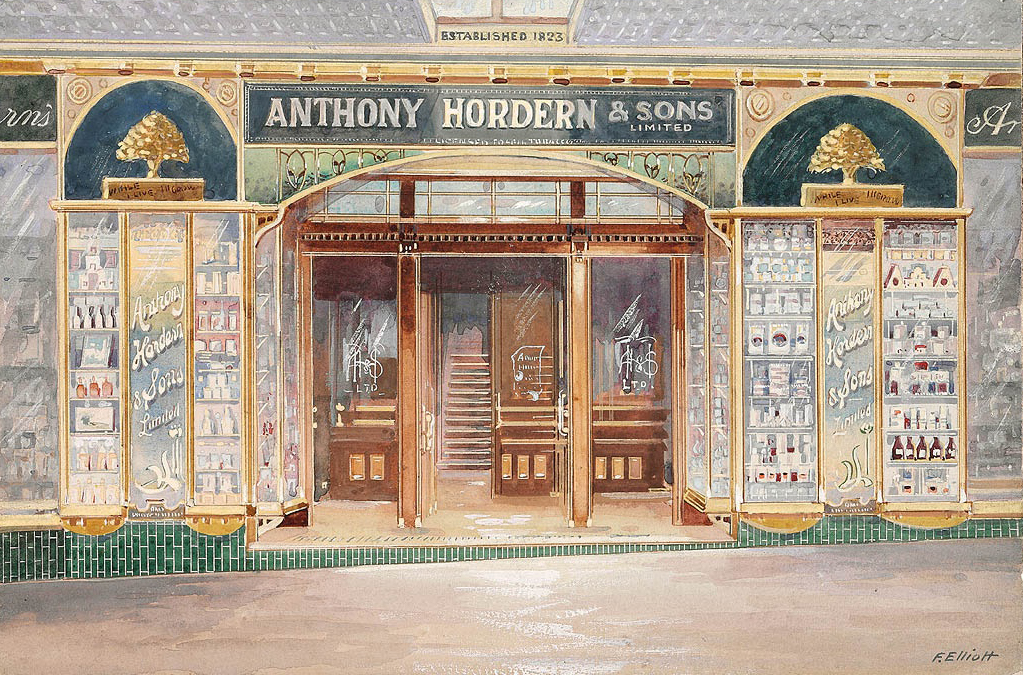
Winkelingang, Anthony Hordern and Sons, Sydney, 1933–1936

Op 10 juli 1901 werd het Haymarket-gebouw verwoest door een brand. De zaken werden bijna onmiddellijk hervat in het tentoonstellingsgebouw, Prince Alfred Park, en een nieuw gebouw "New Palace Emporium" of "Senior Store" opgericht in 1905 op de locatie van de oorspronkelijke Brickfield Hill-winkel. Een paar jaar later werd er een nieuwe verdieping toegevoegd. In 1912 werd het bedrijf verkocht aan een bedrijf met beperkte aansprakelijkheid met Samuel Hordern junior als bestuurder. Samuel Hordern junior werd in 1919 ridder gemaakt.
Het New Palace Emporium bood een scala aan diensten om klanten aan te trekken en te behouden. Daartoe behoorden een filiaal van de Commonwealth Bank, tearooms, een post- en pakketkantoor, toiletten, openbare telefooncellen en een reisbureau van Thomas Cook &amp; Son. 
Het bedrijf vestigde fabrieken in heel Sydney, waar een breed scala aan artikelen werd geproduceerd, van kleding en bakwaren tot geperste metalen plafonds. 
Anthony Hordern & Sons produceerde van 1894 tot 1935 algemene catalogi om de plattelandsmarkt en de postorderhandel aan te boren. Deze catalogi waren opvallend genoeg in rood linnen gebonden.
Er werden verschillende personeelsverenigingen opgericht. De Hordernian Dramatic Society ("The Hordernians") boekte in de jaren 1920 en 1930 van de twintigste eeuw enige successen op het podium, evenals de Hordernian Musical Society,  onder leiding van Frederick Mewton en vanaf 1926 Arnold R. Mote; ook teams die deelnamen aan cricket, dameshockey en geweerschieten.

### Bedrijven familieHordern
Andere zonen van Arthur en Ann hadden hun eigen stoffenbedrijven, waarmee ze concurreerden met Anthony en Samuel. John verliet Anthony Hordern & Sons rond 1922 en richtte met zijn zonen John Lebbeus (1848–1910), Edward Carr (1853–1940) en Alfred James (ca. 1859–1932) Hordern Brothers Limited op, ook bekend als "Horderns in Pitt Street". Lebbeus (1826–1881) werkte aanvankelijk samen met Anthony, maar vanaf 1855 alleen op George Street 489. John sloot zich een tijdje bij hem aan, daarna Edward, op George Street South 676 (bij Liverpool Street) vanaf ongeveer 1870. Edward kocht zijn broer uit en het partnerschap werd in 1875 ontbonden. 

### Naamloze Vennootschap

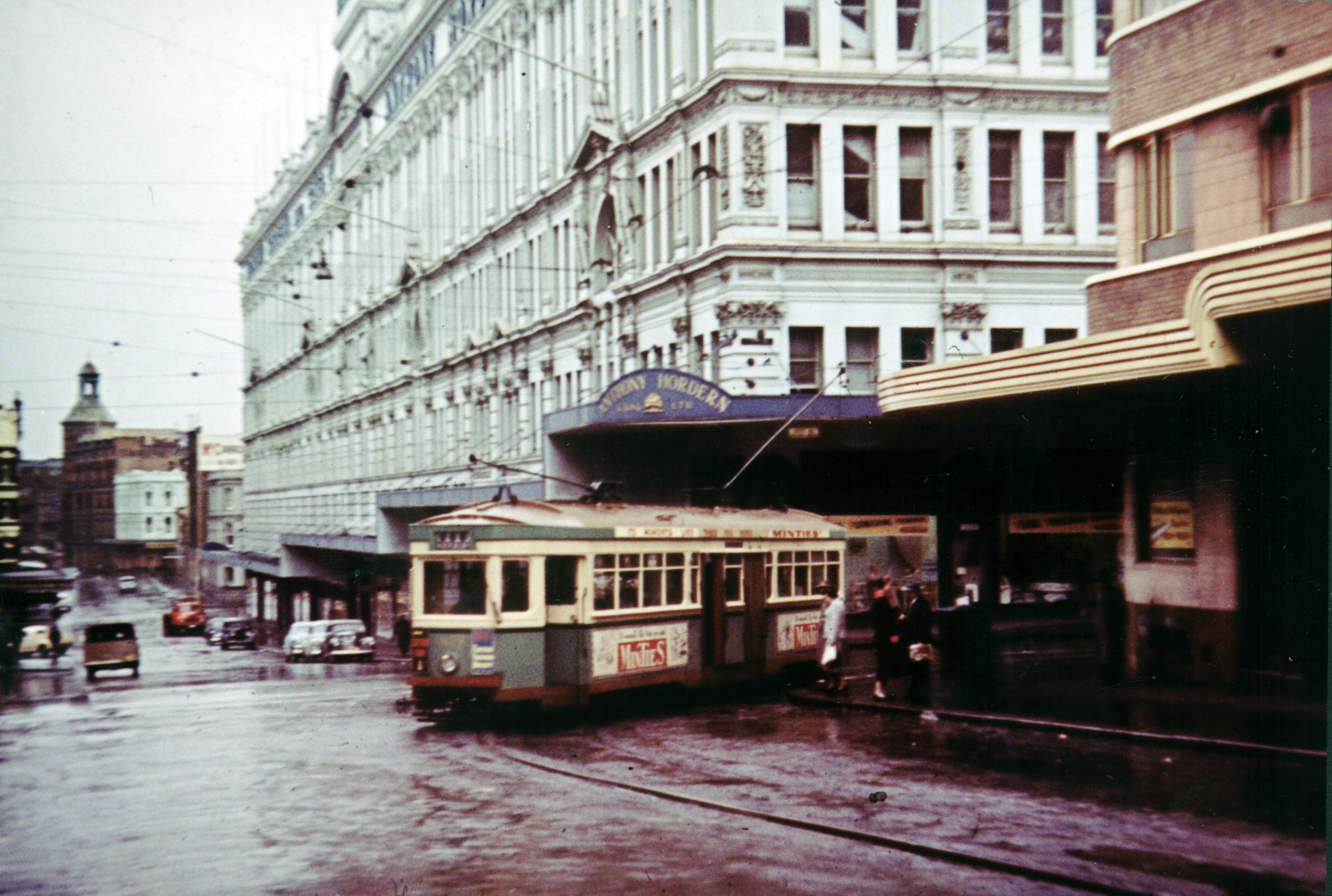
Het zuidelijke uiteinde van Palace Emporium in 1953. De tram gaat vanaf Pitt Street de Goulburn Street in.

In 1966 fuseerde Anthony Hordern & Sons onder één algemeen management met Hordern Bros. 

### Ondergang
Op 6 december 1960 opende Anthony Horderns een winkel in Keira Street, Wollongong. De winkel beschikte over automatische deuren, een roltrap naar de tweede verdieping en een parkeerplaats op het dak voor 160 voertuigen. Het logo van het bedrijf was geplaveid met grijs en groen/bruin getint terrazzo bij de voordeur van de winkel. Deze tegel maakt nu deel uit van de collectie van het Illawarra Museum. De winkel bleef negen jaar bestaan voordat het een Waltons-winkel werd en in juli 1972 sloot. Het gebouw werd gebruikt door Norman Ross voordat het werd overgedragen aan Bing Lee. 
Anthony Hordens opende ook een winkel in West Ryde. Van 1970 tot 1987 was het een Waltons-winkel. 
Begin jaren 1960 begon Anthony Hordern and Sons jaarlijks verlies te lijden in plaats van winst te maken. In 1965/66 werd dit merkbaar en werd er een herstructurering ingezet. De verliezen bij de vlaggenschipwinkel in Brickfield Hill en de winkel van Anthony Hordern in Wollongong waren het grootst. Een aantal bovenste verdiepingen van de winkel in Brickfield Hill werden gesloten, omdat het management van Anthony Hordern's de onderneming wilde herstructureren.
Medio 1969 was de situatie nog steeds niet verbeterd en was de situatie nijpend. De situatie was zo ernstig dat er drastische maatregelen nodig waren. Waltons deed een bod op de detailhandelsactiviteiten van Anthony Hordern, terwijl Stocks and Holdings Ltd een bod deed op de belangrijke locatie van Anthony Hordern in Brickfield Hill.

### Overname door Walton's

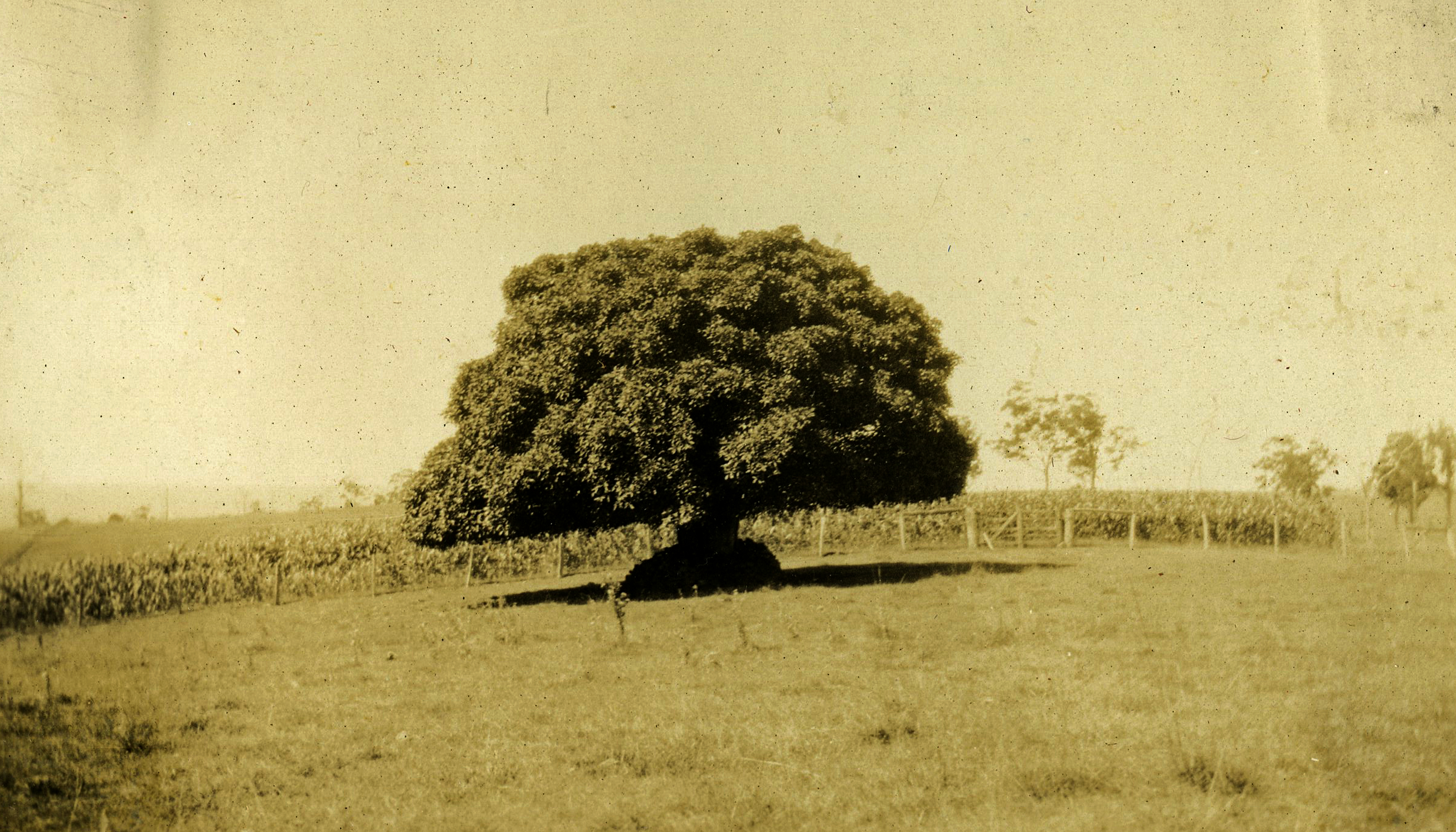
De Port Jackson-vijg, op het landgoed Hordern in Camden, was de inspiratie voor het bedrijfslogo (dat eigenlijk een eik voorstelt) en het motto "Zolang ik leef, zal ik groeien."

Ondanks enige tegenbiedingen van Buckingham's Holdings Ltd slaagde Walton's erin om op 6 januari 1970 de controle over Anthony Hordern and Sons Ltd te verwerven.
Nadat Anthony Hordern's door Walton's was overgenomen, werd het terrein in Brickfield Hill voor $ 8,5 miljoen verkocht aan Stocks and Holdings Ltd. Het bleek dat Stocks and Holdings Ltd namens hun cliënt, The State Superannuation Trust, handelde. Vervolgens werd het door The Superannuation Trust terug verhuurd aan Stocks and Holdings Ltd, als winkelruimte. Dit was rond kerstavond 1969 voltooid, waarmee een einde kwam aan 64 jaar pionierswerk in de detailhandel en het eigendom van het gebouw door Anthony Hordern's Ltd., ook al had de winkel in Brickfield Hill op dat moment al de meeste functies verplaatst naar de winkel in Mid-City aan Pitt Street en zich in plaats daarvan gericht op woninginrichting en -apparatuur als Hordern's Homeworld-winkel.
De ontwikkeling van winkelcentra in Amerikaanse stijl in de voorsteden in de tweede helft van de jaren 1960, gecombineerd met de hevige concurrentie in de stad en een laksere houding ten opzichte van historische gebouwen, zou het lot van de winkel hebben bezegeld. De Port Jackson-vijgenboom op het landgoed van de familie Hordern in Camden, waarop het idee van het wapen is gebaseerd, werd slechts vernield, nadat hij in 1966 was vergiftigd, en stierf niet "kort daarna", maar werd gered en verzorgd en groeit nog steeds op zijn trotse plek op Razorback Mountain, omgeven door een hek, waardoor zijn veiligheid wordt gegarandeerd. Jarenlang stond het gebouw leeg en uiteindelijk werd een deel ervan omgebouwd tot parkeerplaats.

## Hordern-broers
Hunter en Ross Hordern, kleinzonen van Edward Carr Hordern, richtten een nieuw familiebedrijf op onder de naam Horden Brothers in Windsor. De winkel was tot ten minste 1986 in bedrijf en verkocht ijzerwaren, fournituren, fournituren en kleding. Er stonden oude vitrinekasten met glazen bovenkant en in de achterste hoek zat een HCF- agentschap.

## Nalatenschap
De locatie van Anthony Hordern Brickfield Hill, Palace Emporium, werd enkele jaren gebruikt door het NSW Institute of Technology (nu UTS). Samen met de omliggende gebouwen werd het in 1987 omstreden redenen gesloopt ten behoeve van de ontwikkeling van World Square. Het bleef bijna twintig jaar lang braak liggen voordat het in 2004 eindelijk werd voltooid.
Oorspronkelijk wilde de nieuwe eigenaar van het gebouw, Ipoh Garden Development uit Singapore, begin jaren 1980 proberen het gebouw van Anthony Hordern te redden. Uiteindelijk bleek dit echter te duur, nadat onafhankelijk advies was ingewonnen bij de CSIRO over de staat van het beton en andere voorzieningen in het gebouw. Ipoh Garden renoveerde wel het Queen Victoria Building tot een historisch gebouw.
Er zijn nog steeds enkele historische gebouwen in Sydney te vinden, zoals het Hordern Pavilion, de Hordern Towers (binnen het World Square-project) en het Presbyterian Ladies' College in Croydon. Het oudste gebouw, 'Shubra Hall', was tot 1889 de thuisbasis van Anthony Hordern III.